# 윤희만
윤희만(尹熙晩:1973년)은 대한민국의 공연 기획자이자, 프로듀서, 미디어아트 크리에이터이다.
숭실고등학교와 인하대학교를 졸업했다.

## 활동
2004년 F1파워보트 그랑프리 코리아를 시작으로 2005년 국제올림픽위원회(IOC)산하 국제모터보트경기연맹(UIM)이 공인한 국제대회인 "보트그랑프리 UIM월드챔피언쉽 코리아 2005"의 총연출을 맡으며 대형 국제 스포츠대회를 치뤘다.
[기사링크]
https://sports.news.naver.com/news.nhn?oid=022&aid=0000060052
https://n.news.naver.com/mnews/article/001/0001127826?sid=103
또한 그가 총연출을 맡은 2008년 잠실종합운동장에서 펼쳐진 한반도 평화기원을 위한 포크 페스티벌 플라워파워콘서트에는 세계유명 가수인 쥬디콜린스, 브라더스포,멜라니샤프카,크리스탈게일,돈맥클린,도노반 등 수십명의 뮤지션들이 출연하였다.
또한  2006년에는 서울 연세대에서 열린 재즈페스티벌 Summer Jazz Sanitarium의 총연출을 맡으며 척맨지오니, 로라피지, 옐로우자켓 보관됨 2024-01-20 - 웨이백 머신등의 해외 재즈 거장과 국내 재즈뮤지션과의 무대를 연출하였다.
2008년에는 국내 창작뮤지컬인 총각네야채가게를 기획하고 제작하였다.
그는 이보영, 박용우 주연의영화, 영화OST 원스어폰어타임을 기획 및 프로듀싱하였고, 김종국, SG워너비 등 가수들의 뮤직비디오를 프로듀싱하였다.
2012년 미국 LA 차이니즈시어터에서 치뤄지고 헐리웃 명예의 거리에 아시아배우 최초로 이병헌과 안성기배우를 핸드&풋프린팅한 영화제 Look East Festival의 기획자이자 집행위원회 부위원장을 역임하였다.
2017년 ~2018년 동대문디자인플라자(DDP)에서 미디어아트 전시회인 "바람을 그리다:신윤복.정선전"의 미디어 콘텐츠 및 미디어 전시공간을 기획 연출하였다.
2018년 용산전쟁기념관에서 미디어아트 전시회인 "김홍도 Alive:Sight, Insight"의 총연출을 맡았다.
http://www.nwtn.co.kr/news/articleView.html?idxno=312274
2021년 대전에 위치한 대전 신세계 백화점에 국내최초 디지털 미디어 아트 결합 신개념 스토리텔링형 아쿠아리움인  '대전엑스포아쿠아리움'의 미디어 연출 및 공간 조성을 통해 360° 파노라마 체험극장, 27m 초대형 LED월, 미디어아트, 인터렉티브 미디어 등 아쿠아리움과 미디어의 조화로움을 연출하였다.
2023년 충청북도 증평에 위치한 블랙스톤 벨포레 리조트내에 1500평 공간에 조성된 우주테마로 만들어진 미디어아트 공간 "벨포레미디어아트센터"를 기획 및 연출하여 2023년 4월에 오픈하였다.
2004년 F1 파워보트 그랑프리 오브 코리아 총감독
2005년 보트그랑프리 월드챔피언쉽 총감독
2006년 썸머 재즈 세너테리움 총감독
2006년 김종국,SG워너비 뮤직비디오 바람만 바람만 프로듀서
2007년 임창규 뮤직비디오 새구두 프로듀서
2008년 플라워 파워 콘서트(피스 페스티벌) 총감독
2008년 영화 원스 어폰 어 타임, OST 작사. 제작.프로듀서
2008년 뮤지컬 총각네야채가게 제작. 프로듀서
2012년 룩이스트 페스티벌 집행위원회 부위원장
2017년 미디어아트 전시회 바람을 그리다 미디어연출
2018년 미디어아트 전시회 김홍도 Alive 총연출
2023년 벨포레 미디어아트센터 기획 및 연출

## 학력,약력
- 증산중학교 졸업
- 숭실고등학교 졸업
- 인하대학교 졸업
- 한국콘텐츠진흥원 평가위원

## 참고 자료
- 네이버 인물검색:네이버 윤희만
- 플레이DB:윤희만프로듀서
- 조선 최고 화가의 아름다움, 영상으로 되살아나다!<내외방송 2018.12월12일 확인함.